# 灰の中の悪魔
『灰の中の悪魔』（はいのなかのあくま）は、赤川次郎による日本の小説。「悪魔シリーズ」の第1作。

## あらすじ
花園学園高校の生徒数人が、過去に犯した万引きや脅迫をバラす、と脅される。
学園の名物、仲良し3人組の由利子・香子・旭子は、犯人を突き止めようと奔走する。

## 登場人物
矢吹 由利子（やぶき ゆりこ）
花園学園高校2年生。バレーボール部所属のボーイッシュな少女。「中井尚子は悪魔のような子」という密告電話を受ける。
弘野 香子（ひろの きょうこ）
花園学園高校2年生。資産家の一人娘で、通学はベンツで送迎されている。
桑田 旭子（くわた あきこ）
花園学園高校2年生。役者を目指している。
水上 恵子（みずかみ けいこ）
花園学園高校2年生。高校から編入してきた生徒。香子と同じピアノ教室に通っている。中学3年生の時に妊娠し中絶したことがあり、そのことをバラすと脅される。
三村 淑子（みむら よしこ）
香子と恵子のピアノ教師。
中井 尚子（なかい なおこ）
9月から転入してきた生徒。
矢吹 真由子（やぶき まゆこ）
由利子の妹。中学2年生。姉より背が高く、姉より美人でおしゃれ。
石川 圭子（いしかわ けいこ）
バレーボール部キャプテン。中学時代からバレーに明け暮れ、高校に進学する時に、テスト問題を事前に教えてもらった過去をバラすと何者かに脅迫される。
上田 史代（うえだ ふみよ）
由利子の隣のクラスの子。高校から編入した。万引きで補導された過去を持つ。三上の運転する車にはねられ、怪我はなかったものの記憶を失ってしまう。
三上 正利（みかみ まさとし）
大学生。香子のいとこ。典型的な金持ちのドラ息子。ガールフレンドとドライブ中に上田史代をはねてしまい、香子に相談する。
八田 史子（はった ふみこ）
史代の産みの母。かつて史代の父の愛人で、生まれた子は子どものできなかった上田夫妻の養子になった。